# Raiffeisen-Volksbank Wemding
Die Raiffeisen-Volksbank Wemding eG ist eine Genossenschaftsbank mit Sitz in der bayerischen Gemeinde Wemding im Landkreis Donau-Ries.

## Geschichte
Die heutige Raiffeisen-Volksbank Wemding eG wurde am 26. April 1896 in Deiningen als Raiffeisenbank Deiningen eGmuH gegründet und entstand im Jahr 1998 durch die Fusion der Raiffeisenbank Deiningen-Wemding eG mit dem Sitz in Deiningen mit der Volksbank Wemding eG mit dem Sitz in Wemding. 
Die Raiffeisenbank Deiningen-Wemding eG wiederum fusionierte im Jahr 1981 mit der Raiffeisenbank Wechingen-Holzkirchen eG mit dem Sitz in Wechingen sowie der Raiffeisenbank Wolferstadt eG mit dem Sitz in Wolferstadt. 
Die Raiffeisenkasse Wolferstadt eGmbH fusionierte bereits 1972 mit der Raiffeisenkasse Otting (Schw.) eGmbH mit dem Sitz in Otting.

## Rechtsverhältnisse
Die Raiffeisen-Volksbank Wemding eG ist im Genossenschaftsregister beim Amtsgericht Augsburg unter GnR 98 eingetragen.

## Organisationsstruktur
Rechtsgrundlagen sind das Genossenschaftsgesetz und die durch die Vertreterversammlung beschlossene Satzung. Organe der Bank sind der Vorstand, der Aufsichtsrat und die Vertreterversammlung.

## Sicherungseinrichtung
Die Raiffeisen-Volksbank Wemding eG ist der amtlich anerkannten Sicherungseinrichtung des Bundesverbandes der Deutschen Volksbanken und Raiffeisenbanken GmbH und der zusätzlichen freiwilligen Sicherungseinrichtung des Bundesverbandes der Deutschen Volksbanken und Raiffeisenbanken e.V. angeschlossen.

## Geschäftsausrichtung
Die Raiffeisen-Volksbank Wemding eG betreibt das Universalbankgeschäft. Im Verbundgeschäft arbeitet sie mit der DZ Bank, R+V Versicherung, Bausparkasse Schwäbisch Hall, Teambank, VR Leasing, DZ Hyp und der Union Investment zusammen.

## Geschäftsgebiet
Das Geschäftsgebiet liegt im Norden des Landkreises Donau-Ries.
An diesen Orten betreibt die Bank Filialen:
- Wemding (Hauptstelle, jur. Sitz)
- Deiningen (Geschäftsstelle)
- Wolferstadt (Geschäftsstelle)
- Wechingen (Geschäftsstelle)
- Huisheim (Geschäftsstelle)